# Personaggi di Teen Angels
Questa voce contiene un elenco dei personaggi presenti nella telenovela Teen Angels.

## Personaggi principali
- Cielo Magico/Ángeles Inchausti Bauer/ Linda Barba (stagioni 1-2), interpretata da Emilia Attias, doppiata da Domitilla D'Amico.[1]

Cielo è una bellissima ragazza che ha inizialmente vent’anni.
Soffre di amnesia e non ricorda i primi dieci anni della sua vita, infatti venne ritrovata misteriosamente in una foresta da quelli che poi saranno per molti anni i suoi genitori adottivi, Amando e Aldo Magico, una coppia di coniugi che lavoravano in un circo che le diedero il nome di Cielo Magico.
Crescendo in tale mondo, Cielo diventa una ballerina circense e un ‘acrobata, lavorando per il circo dei suoi genitori anche dopo la loro morte.
Viene licenziata quando aiuta la piccola Alelí, una bambina che aveva rubato un orologio al proprietario del circo, a scappare. Conosce Nicolás Bauer, un archeologo, sempre a seguito di un furto commesso da Alelí di cui lei si prenderà la colpa. Nicolás, di animo buono, decide di non fare arrestare la ragazza, ma di trovarle un lavoro alla fondazione BB come domestica. Questa fondazione e i suoi direttori sono legati al passato di Cielo, passato di cui lei continua a non ricordare. Cielo in realtà è Ángeles Inchausti, figlia di Alba María Castillo e Carlos Inchausti, i proprietari della casa dove Bartolomé ha costruito la fondazione e proprio quest’ultimo, 10 anni prima, con l’aiuto di Justina, abbandonò Cielo in una foresta dopo la morte della madre, che proprio quella notte diede alla luce un'altra figlia. Quella bambina, è sua sorella  Luz,  bambina allevata da Justina in segreto nei sotterranei della fondazione, raggiungibili tramite passaggi segreti di cui è al corrente solo la donna. Con la sua solarità e allegria cerca di convincere i ragazzi della fondazione a non farsi sovrastare dagli altri e di lottare per i loro sogni, formando anche un gruppo musicale con loro, gruppo che li aiuterà a portare soldi a Bart senza rubare più nulla. Quando Cielo inizia a capire chi è davvero e cosa succede in quella fondazione viene minacciata da Bartolomé e la obbliga a non dire nulla riguardo allo sfruttamento dei bambini si suoi affari, ma Cielo confessa tutto a Nicolás, i due denunciano Bartolomé e Justina e dopo un po’ riescono ad ottenere l’affido di tutti i ragazzi diventando a tutti gli effetti i nuovi direttori della fondazione. Sposatasi con Nicolas civilmente, tuttavia Il giorno del suo matrimonio in chiesa con Nicolás, nell’ultima puntata della prima stagione, ritarda alla cerimonia perché dimentica il suo braccialetto in soffitta (la stanza dell’Orologio), ma vi trova Bartolomé, armato, che minaccia di ucciderla. Nicolás corre in suo soccorso e la copre appena parte il primo sparo, ferendosi a una gamba. Appena Bartolomé spara il secondo colpo, il portale (che sarebbe l’Orologio) si apre, colpisce Bartolomé riducendolo a uno stato vegetativo e risucchia Cielo, portandola ad Eudamón. Una volta nel portale Cielo incontra il suo guardiano, che si fa chiamare Tic-Tac, che la prepara a compiere la sua missione, avvisandola che una volta fuori dal portale non ricorderà più nulla della sua vita, ma avrà solo una scatola di oggetti che le serviranno. Cielo esce dal portale completamente cambiata, con un’intelligenza oltre la media e una cultura invidiabile, ma come in passato, nuovamente senza alcun ricordo. Mentre vaga per la città si scontra con un uomo di nome Salvador, amico di Nicolás fin dall’infanzia (che tuttavia non la conosceva prima della sua scomparsa), che decide di chiamarla Linda Barba e di ospitarla a casa sua. Con il tempo i due si innamorano e decidono di sposarsi, ma mentre si sta per sposare con Salvador, Nicolás la riconosce e interrompe il matrimonio. Nicolás la riporta alla fondazione sperando che possa ricordarsi qualcosa, ma nonostante l’affetto dei ragazzi e la loro emozione nel rivederla lei non riesce a ricordare nulla, decide lo stesso di tornare a vivere lì, pur non interrompendo il suo matrimonio con Salvador, cosa che farà soffrire molto Nicolás e porterà a una guerra tra i due. Col tempo i ricordi iniziano a tornare e lei è Nicolás, pur non stando più insieme dopo aver divorziato, collaborano per scoprire il mistero di Eudamón e tutto ciò che gli gira intorno, compresa l’utilità di quella scatola che ha con sé e perché l’unica cosa che ricorda è il fatto di dover seguire un «coniglio bianco» e la frase «non c'è tempo». Col tempo lei si rende conto di amare ancora molto Nicolás e scopre poi di aspettare anche un bambino da lui, concepito prima di attraversare il portale e siccome Eudamón è un luogo in cui non esiste il tempo lei è uscita dal portale nello stesso identico stato di quando l’ha attraversato. A fine seconda stagione lei e Nicolás riescono a sposarsi nuovamente, e prima di partire per la luna di miele salutano i ragazzi e li preparano alla loro missione, donando a ognuno di loro un oggetto della scatola di Cielo, con la promessa di quest’ultima che li avrebbe aiutati così come hanno aiutato lei.
- Nicolás Bauer (stagioni 1-4), interpretato da Nicolás Vázquez, doppiato da Alberto Bognanni.[1]
Nicolás Bauer è un archeologo che sogna di trovare l’isola di Eudamón, l’isola dei bambini felici. Sogno che gli ha trasmetto suo padre, anche lui archeologo e morto prima di riuscirci. Ha un figlio di nome Cristóbal con cui è sempre in conflitto a causa della madre, Carla, che Cristóbal crede malata. In realtà la madre li ha abbandonati per scappare con un altro ma, per non deludere e far soffrire suo figlio, Nicolás si è inventato una malattia per la quale la madre è bloccata in Africa e ogni tanto scrive delle lettere per lui, facendogli credere che vengono dalla madre. Gli unici che sanno di questo segreto sono il suo amico Mowgli, un indigeno a cui Nico ha salvato la vita, e Cielo, che lo scopre e aiuta Nicolás nel momento in cui il segreto inizia a scappargli dalle mani. Ha un nemico giurato di nome Marcos Ibarlucía, anche lui archeologo e anche lui in cerca dell’isola, nonché l’uomo con cui Carla lo ha tradito. Si scoprirà poi che in realtà Marcos è il vero padre di Cristóbal, che Nicolás ha incontrato Carla quando era già incinta e l'ha sposata riconoscendo  Cristóbal come suo .

Tuttavia quando Carla lo abbandona , Nicolas tiene con sé Cristobal e lo ha allevato come se fosse suo figlio, e quando Marcos interviene per chiedere la tutela del bambino i due iniziano un vero e proprio scontro in tribunale. 
Scoprirà in seguito che Marcos in realtá e il suo fratellastro paterno .
All’inizio della serie è fidanzato con Malvina, sorella di Bartolomé, e per questo arriva alla fondazione, prendendo un loft proprio lì davanti e che affaccia proprio alla finestra della soffitta in cui dorme Cielo. I due si innamorano e, dopo una serie di alti e bassi e dopo aver scoperto la realtà di quel posto e gli imbrogli in cui anche Malvina è coinvolta, troverà il coraggio di divorziare , nonostante lei aspetti una figlia da lui. 
Figlia che nascerà nelle prime puntate della seconda stagione e che chiameranno Esperanza. 
Sposa Cielo civilmente a Villa Inchausti ma il giorno del rito civile Cielo viene risucchiata dal portale.
Si ritrova da solo a gestire la fondazione, facendo un po’ da padre è un po’ da fratello maggiore ai ragazzi, senza mai interrompere le ricerche di sua moglie  Cielo e Eudamón. Quando ritrova Cielo al matrimonio di Salvador e scopre che ha perso la memoria cerca in ogni modo di aiutarla a ricordare, arrivando anche a litigare furiosamente con lei. Conosce Franka, membro della C.C Corporation e spalla destra di Juan Cruz, che affitta il suo loft e cerca di sedurlo, lui per un po’ ci casca, ma in breve tempo si accorgerà delle vere intenzioni della donna e la caccerà via. A metà seconda stagione, per salvare Thiago che era stato ‘’posseduto’’ da Juan Cruz, viene risucchiato dal portale, lì incontra Tic-Tac e un’anziana Esperanza, sua figlia, venuta dal futuro per avvisarlo di una missione da compiere per i ragazzi e dell’inevitabile morte di uno di loro durante lo scontro finale con Juan Cruz. Alla fine della seconda stagione si sposa con Cielo, in una cerimonia ecclesiastica, celebrata da Mowgli, ed insieme a lei, Malvina, Esperanza, Feli, Ciro (il marito di Malvina), e ai bambini più piccoli della fondazione, parte per andare in luna di miele, lasciando i ragazzi da soli e all'oscuro di quale sia la loro missione, a compiere il loro destino.
- Thiago Bedoya Agüero (stagioni 1-4), interpretato da Peter Lanzani, doppiato da Daniele Raffaeli.[1]
Thiago è figlio di Bartolomé Bedoya Agüero, direttore della fondazione. Torna a Buenos Aires dopo essere scappato dal collegio di Londra in cui lo ha mandato il padre per non fargli scoprire nulla dei suoi affari, appena tornato incontra Mar e i due inizieranno una relazione ostacolata in tutti i modi dal padre di lui. Quando conosce la verità su cosa fa il padre ai ragazzi rimane molto deluso, tanto che arriva a odiarlo e anche a minacciarlo con una pistola. È lui che per primo consiglia ai ragazzi di utilizzare il gruppo musicale, in cui poi entra a far parte anche lui, per smetterla di rubare. In questo modo possono portare i soldi al padre senza dirgli da dove provengono. Thiago e Mar, dopo una serie di alti e bassi, si fidanzano e lei impara anche a leggere a scrivere per lui, ma a fine stagione lui la tradisce con Melody, una ragazza conosciuta in campagna. Thiago confessa subito il tradimento a Mar e lei lo lascia. Nella seconda stagione lui e Mar trovano un libro dorato chiuso da sette lucchetti e lo portano a casa, per aprirlo devono trovare le sette chiavi. Thiago trova la sua chiave dopo aver rischiato di morire e, grazie all’aiuto di Tic-Tac, dopo aver capito il motivo per lui più importante per vivere. Rincontra Melody, che si trasferisce in città per studiare alla loro scuola (e poi si trasferirà anche lei alla fondazione), ma ritrova anche Simón, suo migliore amico di quando era piccolo. Simón si innamora di Mar e lei sembra interessata a lui, ma per rispetto a Thiago decidono di non fare nulla, Thiago confessa di essere ancora innamorato di Mar e i due tornano insieme, ma Luca, un infiltrato che lavora per la CC Corporation, trova il modo per dividerli, facendo credere a Mar che Thiago l’ha nuovamente tradita con Melody, così Mar per vendicarsi va da lui e gli dice che è innamorata di Simón. Scoprirà che in realtà il suo vero padre è Juan Cruz il quale cercherà più volte di entrare nel corpo per poi volerlo morto. I ragazzi aprono il libro dei sette lucchetti, e vengono risucchiati dal portale, viaggiano 22 anni nel futuro  Cielo prima di partire dona a Thiago una spada dicendogli di ricordarsi sempre di giocare. In questa stagione Thiago intraprende una breve relazione con una ragazza di nome Luna a seguito di alcuni problemi con Mar, ma poi ritornano e insieme. Nella quarta stagione, riesce a salvarsi dalle bombe lanciate dal governo insieme a Tacho, Melody, Tefi, Simón, Valeria, e Luca. Thiago riesce ad attraversare il muro e vede Mar baciare Simón, non capisce perché, Thiago, deluso e tradito, riesce a scappare, ma inizia ad odiare furiosamente Mar per quello che gli ha fatto, non sapendo che lei non ha ricordi. Apprende la verità solo dopo aver parlato con sua cugina Hope, che trova il loro rifugio e racconta a tutti la verità sul reset, Thiago ritorna ad attraversare il muro durante una festa e bacia Mar. Questa volta Mar non scappa e risponde al bacio, capendo che prova dei sentimenti per lui. A fine quarta stagione Mar rimane incinta di Thiago, nell'ultimo episodio della telenovela, decidono di chiamare il figlio Bruno (secondo nome di Simón) e Paz li avvisa del fatto che il loro figlio sarà un essere molto speciale. Scopriamo, nel libro dedicato alla serie, che Bruno, altri non è che Tic-Tac, il guardiano dell’Orologio.
- Marianella "Mar" Talarico Rinaldi (stagioni 1-4), interpretata da Lali Espósito, doppiata da Eva Padoan.[1]
Chiamata da tutti Mar, è la figlia di Sandra Rinaldi e di Mauro Talarico. Ribelle, spiritosa, testarda e aggressiva non ha peli sulla lingua e non permette a nessuno di fare del male a lei o ai suoi amici. È un'amica fedele e sempre pronta a dare una mano; anche se spesso si mostra coraggiosa e indistruttibile ha molta paura del mondo e non vuole restare di nuovo da sola. Appassionata di pugilato un vero maschiaccio il suo idolo è Terremoto così come anche lei dice nella seconda per poi scoprire che è il suo vero padre e che la madre adottiva di Tefi è sua madre, anche se ha un brutto rapporto con la sorella in quanto quest’ultima non le rende la vita facile complottando sempre contro di lei ma alla fine diventeranno ottime amiche e il rapporto tenderà sempre più ad essere amorevole. La sua migliore amica è Jazmín e fa parte del gruppo musicale TeenAngels. Incontra Thiago Bedoya Agüero durante la prima stagione e scoppia l'amore. Di lei è innamorato, però, anche Rama, e per un breve periodo ricambierà i suoi sentimenti. La ragazza alla fine starà con Thiago, anche se alla fine della prima stagione si lasciano perché lui l'ha tradita e Mar non riesce a perdonarlo. All'inizio della seconda stagione incontra Simón, il migliore amico di Thiago, e inizia a provare dei forti sentimenti per lui dal primo istante, anche se capisce poi di essere ancora innamorata di Thiago con il quale tornerà alla fine di questa stagione. È una dei custodi del libro delle sette chiavi  trova la sua chiave dopo essersi riappacificata con Tefi in un regalo della sorella e nella terza stagione viaggia con i ragazzi e Justina 22 anni nel futuro. Prima di partire Cielo le dona un oggetto: un profumo, e le dice che gli aromi ci conducono al passato. Lì dovrà scegliere tra Pedro e Thiago e alla fine sceglierà quest'ultimo. Nella quarta stagione nasceranno dei nuovi problemi perché Luz cancella la memoria ai ragazzi che riesce a prendere (Thiago si salva perché è in acqua) quindi Mar non ricorderà più il suo grande amore, con la cancellazione di memoria diventerà una ragazza molto attenta al suo look e al suo trucco, intraprenderà una relazione con Simón e anche con Nacho baciandolo alcune volte ma alla fine tornerà con Thiago e si opporrà a Luz. Rimarrà anche incinta di Thiago e il loro bambino è Bruno, bambino molto speciale dato che è nato da due guardiani. Più tardi si scoprirà che Bruno è in realtà Tic Tac.
- Ramiro "Rama" Ordóñez (stagioni 1-4), interpretato da Gastón Dalmau e doppiato da Simone Crisari.[1]
Fratello maggiore di Alelí, è stato abbandonato dalla madre. Fa parte dei Teen Angels. Soprannominato Rama. Nella prima stagione si innamora di Mar, e dovrà affrontarsela con Thiago che è anche lui innamorato di Mar. È un romantico, dolce e appassionato della musica e suona molto bene la chitarra. Nella seconda stagione incontra Valeria di cui si innamora anche se quest ultima nonostante le avance cerca di respingerlo è anche ella innamorata di lui e ha la sua prima volta con egli. Molte volte tendono a litigare per la molta gelosia di lei.È uno dei custodi del libro delle sette chiavi e nella terza stagione viaggerà con i ragazzi e Kika nel futuro, di 22 anni, prima di partire Cielo gli fa dono di un boomerang senza dirgli niente solo che lo ha salvato molte volte. Nel futuro incontreranno Paz (figlia di Cielo e Nico) e Hope (figlia di Malvina e Nico) ormai grandi. Nella terza stagione diventerà cieco, ma con l'aiuto di Torito (fratello adottivo di Paz e Hope) dotato di poteri curativi, riprenderà a vedere. In questa stagione si lascerà con Valeria per innamorarsi di Kika, una ragazza che proviene dal futuro sin da subito innamorata di lui. Nella quarta stagione sarà resettato e da ragazzo dolce e romantico diventerà un Don Giovanni che seduce ogni ragazza che gli passa davanti, tuttavia quando vedrà Valeria entrare nel NE dopo averla vista nella resistenza capirà e ritornerà dalla parte dei ragazzi. Alla fine della serie sia lui sia Kika tornano nel passato e partiranno per una tournée con i Teen Angels.
- Jazmín "Jaz" Romero Morales (stagioni 1-4), interpretata da China Suárez doppiata da Roberta De Roberto.[1]
Nata da una famiglia di gitani, è una bellissima e bravissima danzatrice e vive nella fondazione dopo che i suoi genitori vengono uccisi da suo zio Josemi. Fa parte dei TeenAngels. Soprannominata Jaz. Ha il dono di vedere il futuro tramite delle visioni. Viaggia con i ragazzi 22 anni nel futuro, ma prima di partire Cielo le fa un dono, la lana, dicendole che ora è una donna accasata, è una dei custodi del libro delle sette chiavi. Innamorata di Tacho, nel futuro avranno una figlia, Alai. Nella terza serie avrà una brevissima storia con Luca. Nella quarta stagione le verrà cancellata la memoria da Luz ed entrerà a far parte del NE, dove avrà una breve storia con Teo, anche se alla fine scoprirà la verità sul lavaggio del cervello e ritorna a far parte della resistenza. Si scopre che nell'anno 2018 lei e Tacho ebbero una figlia, Alai, ma questa venne rapita da Luz poco dopo il parto e cresciuta come figlia sua. Alla fine della serie Simón decide di rimanere nel futuro per non diventare Jay e in questo modo Luz non verrà mai sottoposta al lavaggio del cervello e non rapirà mai Alai, di conseguenza lei vivrà la sua vita normalmente con Tacho e Jazmín.
- Juan "Tacho" Morales (stagioni 1-4), interpretato da Nicolás Riera e doppiato da Gabriele Patriarca.[1]
Proviene da una famiglia con molti figli e il padre ha scambiato Juan con un televisore. Si innamora di Jazmín e abita alla Fondazione. Soprannominato Tacho. Nella seconda stagione diventa l'angelo rosso e alla fine sempre della stessa stagione viaggia 22 anni nel futuro con i ragazzi, ma prima di partire Cielo gli dona un disco in vinile dicendogli di non dimenticare mai di ascoltare la musica. Nella terza stagione avrà una breve relazione con Melody, che nella quarta stagione si intensifica, poiché ella è incinta. Quando Mel darà alla luce il piccolo Amado Tacho se ne prenderà cura tantissimo, diventando una sorta di padre adottivo, anche dopo che Teo recupera i suoi ricordi. Alla fine nel futuro si sposerà con Jazmín e avranno una figlia, Alai.

## Personaggi secondari
- Justina Merarda García (stagioni 1-4), interpretata da Julia Calvo e doppiata da Antonella Rinaldi.[1]
Ha 41 anni ed è la governante della fondazione. Per impadronirsi della fortuna della famiglia Inchausti, 10 anni prima abbandonò l'erede Ángeles Inchausti in un bosco e Bartolomé le ordinò di uccidere la sorella neonata di quest'ultima: Luz. Justina però la nascose nei sotterranei della fondazione, accudendola in segreto come una figlia per 10 anni. Nella seconda stagione viene liberata dal carcere, durante un trasporto, dalla C.C. Corporation, un'associazione che vuole scoprire il modo per andare ad Eudamón, l'Isola dei Bambini Felici. Rientrerà nella casa magica con l'identità di sua cugina Felicitas. Si pentirà degli errori fatti, e anche i ragazzi la perdoneranno. Nella terza stagione viaggia coi ragazzi 22 anni nel futuro. Prima di partire, Cielo le dona lo specchio che permette di vedere le anime delle persone. Scopre poi di essere incinta di Alsina (il loro figlio è Juan) e deciderà di tornare nel passato per cercare di evitare il rapimento di Luz da parte di Jay.
- Ignacio Pérez "Nacho" Alzamedi (stagioni 1-4), interpretato da Agustín Sierra, doppiato da Stefano De Filippis.[1]
Figlio di Adolfo, un giudice importante nel territorio. Nella prima stagione appare come uno dei ragazzi più popolari del Rockland amico di Thiago e che si diverte a prendere in giro i ragazzi della fondazione di Bartolomé mentre nella seconda stagione comincia a frequentare più spesso la casa magica per Thiago che è il suo migliore amico, è molto amico anche di Tefi. Soprannominato Nacho, è un donnaiolo nella prima stagione attratto da Jaz, con cui per un periodo si fidanza, ma poi viene lasciato dalla ragazza, poiché è innamorata di Tacho. Nella seconda stagione s'innamora di Caridad e diventa più maturo e responsabile, inizialmente si vergogna di questi sentimenti per una ragazza povera e semplice, molto diversa da lui, ma poi capisce di amarla davvero e si fidanza con lei nutrendo per la prima volta sentimenti forti e sinceri per qualcuna che, come dice lui, gli cambia totalmente la vita. Prima di partire Cielo gli dona un uccellino di legno e gli dice di non dimenticarsi mai di volare. Quando nella terza serie Caridad muore Nacho soffrirà tantissimo anche perché convinto di non averle mai fatto capire quanto la amava e in seguito inizia una breve storia con Tefi convinto che l'aiuterà a superare il dolore, ma capisce che non potrà mai dimenticare la sua "contadinella". Nel futuro scopre di avere sia una figlia con Caridad, Martina, sia tre con Tefi, ma lui nel futuro conoscerà solo Nacho Junior, detto Nerdito. Alla fine della quarta stagione scopre che nel passato Caridad è ancora viva e per amor suo decide di non tradirla mai con Tefi e farà concepire i suoi figli con lei tramite inseminazione artificiale. Quando torna nel passato si ricongiunge con Caridad. Nacho fa parte dei MAN con Simón, Valeria, Tefi e Melody. Spesso si comporta in maniera superficiale ed egocentrica, un vero figlio di papà che crede di poter risolvere tutto con i soldi, non capisce quasi mai le conseguenze delle sue azioni, ma grazie a Caridad comincia a diventare più maturo e lei lo aiuta a cambiare facendolo diventare un ragazzo responsabile e onesto, anche se spesso si comporta ancora in modo superficiale. Nella seconda stagione entra in conflitto con la famiglia sia per il fatto che vuole diventare una star sia per il fatto che non accettano Caridad, una ragazza povera e di umili origini, come ragazza del figlio, ma poi il ragazzo con l'aiuto della fidanzata si ribella e va a vivere alla casa magica. Inizialmente non sopporta i Teen che tratta sempre male e cerca di sabotare, ma nel corso della seconda stagione diventa loro amico e li aiuterà più volte.
- Lleca/León Benítez (stagioni 1-4), interpretato da Stéfano de Gregorio, doppiato da Gilberta Crispino (1^ voce) e Mattia Nissolino (2^ voce).[1]
Separato dai suoi genitori all'età di due anni e ritrovato in strada venne chiamato "Lleca", ma alla fine si scoprirà il suo vero nome e ritroverà i suoi veri genitori, ma preferirà rimanere alla casa magica insieme a quelli che considera veramente la sua famiglia anche se andrà ogni tanto a trovarli. È uno dei primi ad essere arrivato nella fondazione di Bartolomé dove era costretto a lavorare per questo nella seconda stagione quando scopre che Feli è Justina cercherà in ogni modo di cacciarla. Nella seconda stagione si fidanza con Lucia la sorella di Nacho e prima di partire per il futuro Cielo gli dona un porta foto e gli dice che alcuni goal vanno incorniciati. Nella seconda stagione inizia a giocare a calcio. È più grande dei bambini, ma più piccolo dei ragazzi, come Mar, Thiago, Rama e per questo spesso non viene considerato e si sente trascurato. Vuole molto bene a Nico ed è quello più affezionato a lui tra i ragazzi. Nel futuro si innamora e fidanza con Alai la figlia di Jazmín e Tacho, ma poi la lascia perché deve tornare nel passato anche se ci rimane male perché la amava.
- Estefania "Tefi" Elordi (stagione 1-4), interpretata da Candela Vetrano e doppiata da Ludovica Bebi.[1]
Soprannominata Tefi. È la sorellastra di Marianella in quanto è stata adottata dalla madre biologica di lei. Arriva al Rockland a metà della prima stagione e si innamora di Thiago come Mar anche se nella seconda stagione la cotta le passa. Inizialmente lei e Mar si odiano e litigano in continuazione soprattutto perché Tefi non accetta di dover dividere la sua mamma con qualcuno, ma poi capisce che Mar in fondo c'è sempre stata per lei e accetterà il fatto di averla come sorella diventando una sua cara amica nel corso della seconda stagione. Nella seconda stagione si innamorerà di Luca che però inizialmente non sopportava. Neanche lui inizialmente la sopportava ma poi vedendola sempre sola cercherà di avvicinarla. In un primo momento la ragazza credendolo mosso dalla pietà cercherà di allontanarlo, ma poi diventeranno amici e si innamoreranno mettendosi poi insieme. Prima di partire Cielo le dona una candela e le dice che se si spegne una luce ci serve una candela. Nella terza stagione inizierà una relazione con Nacho per dimenticare Luca con cui continuava a litigare e si scopre che nel futuro avranno tre figli, ma loro conosceranno solo Nerdito; successivamente però capisce che è ancora innamorata di Luca e Nacho lo è ancora di Caridad così i due si lasciano e lei torna con Luca; Nacho le dice così che avranno i loro figli insieme tramite l'inseminazione artificiale. Luca nella quarta stagione la tradisce con la sua ex e questo li porterà a litigare, ma poi torneranno insieme e si sposeranno e scoprono che nel futuro avranno una figlia di nome Paloma. Fa parte dei Man insieme a Simón, Nacho, Melody e Valeria. Tefi è una ragazza superficiale, vivace e indomabile che non si accontenta facilmente ed è sempre molto esuberante, è un vero vulcano di energia, ma a volte può sembrare un po' tonta. Anche se è molto carina non ha mai avuto molti ragazzi ai suoi piedi perché tutti intimoriti dalla sua eccessiva esuberanza e perché troppo superficiale e questo spesso la rattrista facendole spesso credere di avere qualcosa che non va. Amante della moda e dello shopping spesso critica Luca per il suo pessimo senso della moda e ciò li porterà spesso a litigare, ma la ragazza capirà di amarlo così com'è e col tempo smetterà di criticarlo. La sua migliore amica è Melody.
- Luca Franchini (stagioni 2-4), interpretato da Victorio D'Alessandro, doppiato da Davide Perino.[1]
Inizialmente fa parte della C.C Corporation e si introduce nella casa per creare scompiglio tra i ragazzi poi però si pente perché si è affezionato molto ai ragazzi diventati suoi amici e cerca di riparare ai suoi errori. È orfano, in quanto suo padre lo ha abbandonato quando era piccolo e sua madre è morta. Venne trovato da Franka mentre viveva per strada che lo prese sotto la sua ala, ma col tempo Luca capirà che la donna lo ha sempre usato e si ribellerà a lei. Nella seconda stagione sebbene sia inizialmente attratto da Jazmín col tempo si innamorerà di Tefi che inizialmente non sopportava. Vedendola infatti spesso sola e triste per la mancanza d'amore cercherà di avvicinarla. In un primo momento la ragazza cercherà di tenerlo alla larga poiché crede che sia mosso dalla pietà, ma poi capirà che il ragazzo vuole solo essere suo amico e comincerà a passarci molto tempo insieme e col tempo i due si innamoreranno e metteranno insieme. Prima di partire Cielo gli dona una bussola e gli raccomanda di non perdere mai il cammino. Nella terza stagione si lascia con Tefi perché continuavano a litigare e inizia una relazione con Jazmín; poi però capirà di essere ancora innamorato di Tefi e tornerà con lei. Nella quarta stagione tradirà Tefi con Terra, la sua ex, ma si pentirà capendo di amare ancora la ragazza e cercherà in tutti i modi di tornare con Tefi riuscendoci alla fine e i due si sposeranno e scopriranno che nel futuro avranno una figlia, Paloma. Luca è un ragazzo maturo e riservato, ma che a volte non si accorge dei suoi errori e agisce in modo impulsivo; non ha mai potuto divertirsi come un ragazzo normale e ciò lo fa star male. Luca è esperto in varie tecniche di combattimento ed è molto forte. Si veste in modo trasandato e non gli importa di quello che gli altri pensano di lui, abituato a contare solo su sé stesso nella casa magica troverà finalmente una famiglia che lo ama e capirà di avere qualcuno da proteggere e amare in Tefi anche se spesso i modi di fare troppo vivaci e superficiali della ragazza lo faranno arrabbiare e dubitare dei propri sentimenti, ma ogni volta capirà che comunque la ama.
- Bartolomé Bedoya Agüero (stagioni 1-2 guest star 4), interpretato da Alejo García Pintos e doppiato da Sergio Luzi.[1]
Ha 45 anni. È il fratello di Malvina Bedoya Agüero e il fratellastro di Juan Cruz York. Manipolatore, subdolo, astuto e spietato, è il direttore della Fondazione. Sfrutta i bambini facendoli lavorare per guadagnare denaro. Alla fine della prima stagione, Bartolomé viene mandato in prigione, ma riesce facilmente a fuggire. Nel suo tentativo di uccidere Cielo, il portale lancia fulmini che lo mandano in coma. Nella seconda stagione sarà rapito dalla C.C Corporation per ordine di Juan Cruz, ma poi sarà salvato e andrà a vivere in una pensione con Feli la cugina di Justina. Tempo dopo scapperà per andare a salvare Thiago da Juan Cruz e viene ucciso dallo stesso Thiago (controllato da Juan Cruz), nel tentativo di salvare Marianella. Sapeva che Juan Cruz è il suo fratellastro, e che questo era il vero padre di Thiago, e decise di mandare Thiago a studiare a Londra per tenerlo lontano da lui.
- Juan Cruz York (stagioni 2-3), interpretato da Mariano Torre, doppiato da Edoardo Stoppacciaro.[1]
È il vero padre di Thiago e fratellastro di Bartolomé e Malvina. È il capo della C.C Corporation. È uno spirito che può entrare nei corpi delle persone a patto che queste abbiano pensieri cattivi. Si scopre che nacque dalla relazione clandestina di Tatita il padre di Bartolomé e Malvina con un'altra donna (Hilda). Quando Tatita scoprirà che Hilda è incinta di Juan la caccia da casa e abbandonerà entrambi e sia lui che Bart lo umilieranno e maltratteranno, non riconoscendolo mai. Juan Cruz avrà una relazione con Ornella, da cui avrà Thiago, nel periodo in cui questa è sposata con Bartolomé. Bart dopo aver scoperto che Ornella è stata con Juan Cruz andrà su tutte le furie e lo andrà a cercare a Escalada, la sua città natale, per ucciderlo. In questa occasione Juan Cruz attraversa il portale per Eudamón come farà Cielo molti anni dopo, e come lei ottiene la conoscenza e il sapere universale, ma la sua anima venne corrotta dal suo odio e rancore nei confronti della sua famiglia che lo ha sempre rinnegato, motivo per cui anni dopo morirà di Necrosi. Dopo la sua morte scoprì però che la sua anima separata dal corpo poteva continuare ad esistere e poteva assumere il controllo di altri corpi come un parassita, a condizione che questi vengano prima corrotti con un crimine o un'azione che potesse comunque infrangere la loro anima. Fu così che si impossessò di Salvador e visse nel suo corpo per ben sette anni, fino a che non tentò di entrare in quello di Thiago. Alla fine della seconda stagione Salvador si suicida per salvare Thiago e l'anima di Juan Cruz scapperà per molto tempo. Nella terza stagione 22 anni dopo il suo potere cresce. Ora infatti tutti i corpi di cui si impossessa dopo che vengono da lui abbandonati muoiono istantaneamente di necrosi. In questa stagione riesce a corrompere e impossessarsi di Caridad anche se poi la lascerà, e a seguito di questo la sua anima sarà indebolita. Nel futuro si scopre che ha avuto un altro figlio Camillo Estrella identico a lui nell'aspetto. Camillo con l'aiuto di Thiago riuscirà a trovare il modo per finire per sempre Juan Cruz facendolo morire di vecchiaia.
- Malvina Bedoya Agüero (stagioni 1-2 guest star 4), interpretata da Gimena Accardi, doppiata da Rachele Paolelli.[1]
Ha 25 anni. È la sorella di Bartolomé e quindi zia di Thiago e sorellastra di Juan Cruz. All'inizio è molto frivola e cattiva, ma in seguito si pente grazie a Cielo e Nico dal quale avrà una figlia: Esperanza. Nella seconda stagione incontrerà un uomo di nome Ciro, impiegato nella marina mercantile, con il quale si sposerà.
- Tic Tac/Bruno Bedoya Agüero Rinaldi (stagioni 2-4), interpretato da Peto Menahem, doppiato da Luigi Ferraro.[1]
Tic Tac è il guardiano dell'orologio, che veglia su Cielo e i Teen Angels. Il suo compito è di osservare attentamente tutto quello che succede nella Casa Magica e di aiutare a cambiare il futuro. Nella seconda serie solo Cielo può vederlo, mentre, una volta compiuta una missione, anche i ragazzi lo potranno vedere. In seguito si scoprirà che lui è Bruno Bedoya Agüero Rinaldi, figlio di Mar e Thiago.
- Simón Arrechavaleta (stagioni 2-4), interpretato da Pablo Martínez, doppiato da Fabrizio De Flaviis.[1]
Nato in una famiglia importante a livello locale, si trasferisce dalla Francia in Argentina. È il migliore amico di Thiago fin dall'infanzia, ma quando torna si innamora anche lui di Mar, e avrà una relazione con lei, dato che dal primo momento che si sono visti entrambi hanno provato sentimenti molto forti. Poi però la ragazza capirà di amare ancora Thiago e lo lascerà, inizialmente Simón proverà ancora sentimenti forti per lei, ma alla fine la dimenticherà restandole comunque molto amico. Verso la fine della seconda serie inizierà una relazione con Melody. Prima di partire Cielo gli dona un accordatore e gli dice che tutti lo usano per accordare, ma può essere usato anche per ascoltare e se l'udito fallisce 'fallo vibrare'. La storia con Melody continuerà fino all'inizio della terza stagione, ma poi si innamora di Sol con cui alla fine le cose non funzionano e incomincia sempre di più ad avvicinarsi a Valeria. Poi alla fine della terza stagione si bacia e fidanza con la ragazza e si sposerà con lei nella quarta stagione ma, a causa della cancellazione della memoria da parte di Luz, non si ricorderà niente e comincerà a essere cattivo scoprendo che fu proprio il lui cattivo, Jay a rapire Luz nel passato e a farle il lavaggio del cervello. Alla fine della quarta stagione, dimenticandosi di Mar con cui si era di nuovo fidanzato e ricordando il suo amore per Valeria, decide di rimanere nel futuro per non diventare Jay e Valeria decide di restare con lui perché lo ama. Simón ha un pessimo rapporto con il padre con cui litiga soltanto spesso anche pesantemente e che non approva il suo sogno di diventare musicista così verso la fine della seconda stagione si trasferirà nella casa magica. È un ragazzo molto sensibile e vulnerabile che ha passato anni in cura da uno psicologo per vincere la sua insicurezza e che fatica a fare il primo passo in qualunque cosa. Col tempo diventa più aperto e spontaneo soprattutto grazie a Mar. Ha un fratellino più piccolo e una sorellina autistica di nome Soledad che si affeziona molto a Mar, aveva anche un altro fratellino Octavio che però morì annegando in piscina quando erano molto piccoli proprio davanti ai suoi occhi, ma il ragazzo non poté fare niente anche perché era solo un bambino. Fa parte dei Man con Nacho, Valeria, Tefi e Melody.
- Melody Paz (stagioni 2-4), interpretata da María del Cerro, doppiata da Alessia Amendola.[1]
È la ragazza con cui Thiago tradirà Mar alla fine della prima stagione. Si trasferisce al Rockland nella seconda stagione e per un periodo si fidanzerà con lui, ma poi il ragazzo capirà di essere ancora innamorato di Mar e la lascerà. Si innamorerà poi di Simón con cui si fidanzerà alla fine, prima di partire Cielo le dona una collana e le dice che sono i dettagli a fare la differenza. Nella terza stagione si lascia con Simón poiché lui si è innamorato di Sol e si innamorerà e fidanzerà con Teo, con il quale nella stagione successiva avrà un figlio, di nome Amado. Nella terza serie e in gran parte della quarta, avrà una relazione con Tacho che poi finirà perché lui è ancora innamorato di Jaz e lei di Teo. Melody è una ragazza vanitosa e vendicativa, ma che si nasconde dietro questa maschera; in realtà è molto dolce e buona e pensa agli altri prima di sé stessa e spesso mostrerà di saper dare buoni consigli. È molto bella e alta tanto che fa la modella e prende spesso in giro Mar per il fatto che è bassa che a sua volta la prende in giro chiamandola giraffa. Sua madre è la domestica dell'ambasciatore del Dubai, ma Melody se ne vergogna e finge che suo padre sia l'ambasciatore stesso. Più avanti però capisce che i suoi amici le vogliono bene per quello che è e racconta la verità. Fa parte dei Man con Simón, Nacho, Tefi e Valeria. La sua migliore amica è Tefi.
- Valeria Gutiérrez (stagioni 2-4), interpretata da Rocío Igarzábal, doppiata da Monica Vulcano.[1]
Dopo aver vissuto in una famiglia adottiva visto che non sa chi sono i suoi genitori naturali e abbandonata per motivi burocratici, scapperà e vivrà per anni in strada sopravvivendo grazie a dei furti e per questo all'inizio della seconda stagione deve essere portata in riformatorio. Verrà salvata da Rama che convince Nico a portarla alla casa magica perché il posto dove volevano portarla era veramente terribile. Nonostante un'iniziale ostilità si innamora e fidanzerà con Rama che la salva dalla strada, prima di partire con i ragazzi Cielo le dona penna e calamaio e le dice che i doni vanno a una scrittrice, la ragazza è infatti un'aspirante scrittrice, ma inizialmente si vergogna di questo suo talento; più avanti però grazie a Rama comincia a far leggere i suoi testi e scriverà una sceneggiatura per un cortometraggio. Nella terza stagione lei e Rama avranno parecchi problemi soprattutto a causa di Kika che si innamora del ragazzo e arriveranno a lasciarsi definitivamente rimanendo comunque molto amici, si avvicinerà molto a Simón fino ad innamorarsene. Verrà perseguitata da Victor Juan, perché quest'ultimo si innamorerà di lei, nella terza serie. Verso la fine della terza serie si bacia e fidanza con Simón con cui, poi nella quarta si sposerà. Lì le verrà successivamente cancellata la memoria e verrà inserita nel NE passando dal essere una dura a essere una ragazza molto fine ed educata. Successivamente recupera i suoi ricordi e ritorna quella di sempre, ma decide di rimanere non tornare indietro e di rimanere nel futuro per amore di Simón se pur sia molto triste di lasciare gli amici. È aggressiva e ribelle, odia chi cerca di calpestarla e non permette a nessuno di dirle cosa fare, ma col tempo cambierà molto e diventerà più allegra e amichevole diventando molto amica di Mar e Jaz, in realtà ha sofferto molto in passato e questo l'ha segnata parecchio, ma non lo ammetterebbe mai. Fa parte dei Man insieme a Simón, Nacho, Tefi e Melody.
- Caridad Martina Cuesta (stagioni 2-4), interpretata da Daniela Aita, doppiata da Elena Perino[1]
Viene dalla campagna dove lavorava al servizio di una casa di proprietà di Bartolomé insieme al padre nonostante la giovane età. La madre morì quando era ancora piccola e dopo che anche il padre viene a mancare si trasferisce alla Casa Magica per volere del giudice che passa la custodia della ragazza a Nico. Inizialmente verrà presa in giro da qualcuno dei ragazzi per il suo modo di fare campagnolo che poi diventano suoi amici, soprattutto Mar, Jaz e Valeria. Si innamora quasi subito di Nacho che la ricambia, ma che si vergogna e in un primo momento cerca di nascondere i suoi sentimenti; poi ammette davanti a tutti di amarla e si metteranno insieme. Andrà nel futuro insieme agli altri ragazzi prima di partire Cielo le dona un cubo dicendogli che nulla accade per caso. Nel futuro, nella terza stagione, morirà uccisa da Juan Cruz che cerca di impossessarsi di lei proprio quando Nacho le stava chiedendo di sposarsi. Dopo la sua morte, ricompare magicamente nella sua linea temporale e alla fine si ricongiunge con Nacho quando alla fine della quarta stagione lui torna nel passato. Caridad diventa molto amica di Malvina e stima molto Nico che chiama "Signor Nico". Caridad è pura e ingenua, molto buona e candida molto legata alle sue tradizioni di paese e con modi di fare in un primo momento molto timidi, ma che muteranno quasi subito facendola diventare molto allegra e a volte troppo esuberante; viene soprannominata contadinella dai ragazzi della casa magica. Aiuta Nacho a diventare più maturo e a ribellarsi al padre che non la accetta come ragazza del figlio per le sue umili origini, ma Nacho si opporrà a lui e resterà con la ragazza. Sebbene ami cantare e ballare non ha alcun talento e spesso si mette in imbarazzo senza accorgersene. Non ha molta esperienza in fatto di moda, eleganza e buone maniere e questo la porta spesso a fare brutte figure poiché si comporta continuamente come se fosse ancora in campagna, Nacho inizialmente vergognandosi di lei cercherà di inserirla nella società, ma poi capisce di amare Caridad così com'è e accetta di essere innamorato di una ragazza totalmente diversa da quelle con cui è sempre stato.
- Teo Gorki (stagioni 3-4), interpretato da Benjamín Amadeo.
Ex fidanzato di Paz, successivamente si innamora di Melody con cui poi si fidanza. La ragazza rimane incinta e il loro figlio, Amado "Amadito" nascerà nella quarta stagione. Nella quarta stagione avrà una relazione con Jaz, ma poi capirà di amare ancora Melody e Jaz capirà di amare ancora Tacho. Fa parte del progetto "Cielo Aperto" insieme a Luca e Pedro.
- Mogli (stagione 1, guest star 2 e 4), interpretato da Gerardo Chendo, doppiato da Gianluca Crisafi.[1]
Amico e aiutante di Nicolás. C'è nella prima stagione e poi farà una breve comparsa nell'ultimo episodio della seconda serie, visto che sposerà Nico e Cielo. Apparirà anche alla fine della quarta stagione.
- Paz Bauer Inchausti (stagioni 3-4), interpretata da Emilia Attias.
Figlia di Nico e Cielo. Ha una sorella di nome Esperanza. Ha poteri sovrannaturali come la madre, e nella quarta stagione anche lei entrerà nell'orologio. È molto amica sia di Tic Tac, sia della sorella, ma Juan Cruz vuole ucciderla per impossessarsi del potere dell'orologio. Inizialmente fidanzata di Teo, si innamorerà e successivamente sposerà con Camillo, figlio di Juan Cruz e fratello di Thiago.
- Esperanza Bauer Bedoya Agüero (stagioni 3-4), interpretata da Jimena Barón.
Soprannominata "Hope" o "Hopy" è la figlia di Nico e Malvina, cugina di Thiago e Camilo, gestisce un Beauty Center e una radio. Ha una sorella di nome Paz, a cui tiene molto. Si innamorerà poi del figlio di Tefi e Nacho, Nerdito. Ella è sempre protetta da Tic Tac. È stupida, logorroica, e per molti aspetti anche molto, molto ingenua, ma è molto dolce e vuole molto bene ai ragazzi. Quando nella quarta stagione i ragazzi verranno sottoposti al lavaggio del cervello lei riuscirà a sopravvivere, e fungendo da infiltrata aiuterà i ragazzi della resistenza a entrare nel NE grazie a un passaggio segreto. Muore nella terza stagione nel futuro nell'anno 2082 all'età di settantaquattro anni sotto gli occhi di Thiago.
- Cristóbal Bauer, interpretato da Tomás Ross, doppiato da Federico Bebi.[1]
Figlio di Nicolás Bauer.
- Alelí Ordóñez, interpretata da Guadalupe Antón, doppiata da Monica Volpe.[1]
Sorella minore di Rama.
- Monito Bauer, interpretato da Nazareno Antón, doppiato da Patrizia Salerno.[1]
Figlio adottivo di Cielo e Nico, e fratello di Cristobal.
- Luz Inchausti, interpretata da Florencia Cagnasso, doppiata da Fabiola Bittarello.[1]
Sorella minore di Cielo.

## Personaggi apparsi solamente in una stagione
- Marcos Andrés Ibarlucía (stagione 1), interpretato da Lucas Ferraro, doppiato da Stefano Crescentini.
È un ricercatore interessato all'isola di Eudamón nonché il padre biologico di Cristóbal.
- Carla Kosovsky (stagione 1), interpretata da Lucrecia Blanco.
Madre biologica di Cristóbal, subdola, abbandona il figlio lasciandolo con Nico.
- Franka Mayerhold (stagione 2), interpretata da Manuela Pal, doppiata da Micaela Incitti.
È cresciuta in una famiglia tedesca. Ha incontrato per prima Luca. Alla fine della seconda stagione muore uccisa da Juan Cruz.
- Salvador Quiroga Harms (stagione 2), interpretato da Nicolás Pauls, doppiato da Francesco De Francesco.[1]
È un amico d'infanzia di Nico, incontra Cielo nel periodo in cui perde la memoria e se ne innamora. Morirà alla fine della 2ª stagione, per colpa di Juan Cruz. È stato sposato con Linda Barba (Cielo).
- Matt (stagione 2), interpretato da David Chocarro, doppiato da Sacha De Toni.[1]
Matt, è un uomo bello, muscoloso, atleta e vivace. È un donnaiolo, ma durante il campo estivo lui e Jazmín si innamoreranno e prima di partire alla fine dell'estate (lui per l'Australia, lei deve far ritorno alla fondazione per cominciare la scuola) si scambieranno un intenso bacio d'addio. Matt era coordinatore/bagnino del campo estivo dei ragazzi dove sono stati prima di andare a Rockland.
- Jerónimo "Jero" Vanstrante (stagione 2), interpretato da Alan Soria, doppiato da George Castiglia.[1]
Amico dei ragazzi. Scopre che Melody è figlia di una cameriera e la minaccia, obbligandola a baciarlo.